# 490년대
490년대는 490년부터 499년까지를 가리킨다.